# Домжале
Домжале (словен. Domžale) — поселення в общині Домжале, Осреднєсловенський регіон, Словенія. 
Висота над рівнем моря: 304 м.